# U.S. Grant Hotel
Le U.S. Grant Hotel est un hôtel historique situé dans le centre-ville de San Diego, en Californie. Il est inscrit au registre national des lieux historiques. Il compte 11 étages et 270 chambres, ainsi que des salles de réunion et une salle de bal.